# Старково (село, Юрьев-Польский район)
Старково — село в Юрьев-Польском районе Владимирской области России, входит в состав Красносельского сельского поселения.

## География
Село расположено в 19 км на восток от райцентра города Юрьев-Польский.

## История
Исторические сведения о селе Старкове относятся к XVII столетию, по книгам патриаршего казенного приказа Старково принадлежало следующим помещикам: в 1628 году — Стрелецкому голове Андрею Жукову, в 1647 году — его сыну Якову Андреевичу Жукову и Исааку Гавриловичу Шенкурскому, в 1673 году — вдове Жуковой, Филиппу Федоровичу Шенкурскому и Борису Андреевичу Пушкину. В первой половине XVIII столетия Старково, как показывает местная церковная летопись, было вотчиной князей Львовых, в во второй половине столетия и до 1861 года владельцем села был Николай Яковлевич Дьяконов, умерший в 1868 году. 
В окладных патриарших книгах 1628 года в селе записана церковь архангела Михаила. В 1683 году помещиком Борисом Андреевичем Пушкиным в селе построена новая деревянная церковь о пяти главах и освящена в прежнее наименование. В 1737 году новый владелец села князь Львов перестроил значительно обветшавшую церковь. В 1810 году вместо деревянной церкви на средства помещика Дьяконова и прихожан заложена была в селе каменная церковь, в следующем 1811 году построен был теплый придел и освящен во имя Святителя Дмитрия Ростовского чудотворца, холодная же церковь с престолом — в честь Архистратига Михаила построена и освящена в 1826 году. В 1893 году приход состоял из села Старково и деревни Ардмакина, в них 49 дворов, мужчин — 144, женщин — 154. В годы Советской Власти церковь была полностью разрушена.
В конце XIX — начале XX века село входило в состав Паршинской волости Юрьевского уезда.
С 1929 года село входило в состав Малолучинского сельсовета Юрьев-Польского района, с 1965 года — в составе Шипиловского сельсовета.

## Население
| 1859 | 1905 | 2002 | 2010 | 2021 |
| ---- | ---- | ---- | ---- | ---- |
| 242  | ↗244 | ↘1   | ↘0   | →0   |